# Аргайл-і-Б'ют
Арга́йл-і-Б'ют (англ. Argyll and Bute) — область в складі Шотландії. Розташована на заході країни. Адміністративний центр — Лохгілпхед. До складу Аргайл-і-Б'ют входить більша частина історичної області Аргайл, острів Б'ют та частина історичної області Дамбартоншір, Геленсбург та Ломонд включені до складу області Аргайл-і-Б'ют в результаті змін в адміністративно-територіальному поділі Шотландії у 1996 році.

## Розташування
На півночі область межує з Гайлендом, на північному сході — з Перт-і-Кінроссом, на сході — зі Стерлінгом, на півдні — із західним Данбартонширом. Південний берег Аргайл-і-Б'ют омивають води затоки Ферт-оф-Клайд. Загальна площа Аргайл-і-Б'ют становить 6.909 квадратних кілометрів. Більшу частину Аргайл-і-Б'ют займають південно-західні відроги Шотландського нагір'я. До складу графства також входить безліч островів, у тому числі 25 з них заселені. Найбільші з них — Б'ють, Малл і Фладда. Берегова лінія сильно порізана, її загальна площа становить близько 2.700 км (з урахуванням островів — 4.800 км). Тут розташовано маєток Кілмор, в якому засідає рада області.

## Історія
Території сьогоднішнього графства Аргайл і Б'ють в числі перших були заселені вихідцями з Ірландії — скоттами. Приблизно в V столітті н. е. тут було створено гельська королівство Дал Ріада. У VII столітті його центром був форт Дунадд. Королівство швидко розросталося, цей процес йшов паралельно з поширенням християнства. Важливим центром кельтської церкви став монастир на острові Іона. Засновник монастиря Святий Іона — проповідник християнства серед піктів, що населяли територію сучасної Шотландії. У 843 році відбулося об'єднання скоттів та піктів під владою вождя Дал Ріада Кеннета Макалпіна. Адміністративні центри нового королівства перемістилися на схід, і західні області втратили визначальне значення у розвитку держави. Зміцнення позицій католицької церкви в роки правління Святої Маргарити підірвало вплив кельтської церкви і монастиря на острові Іона. Прибережні райони все частіше піддавалися набігам норвезьких вікінгів. Частина вікінгів, осіла на території Аргайла і в Кінтайр, спочатку приєднала її до земель норвезького королівства, а в 1140 році на території Аргайли, Гебридів та Мена було створено гельська-норвезьке Королівство Островів, на чолі якого став полководець Сомерлед. Про цей період в історії краю нагадують руїни замків, побудованих наприкінці XII століття: замок Суин на західному узбережжі Аргайл зведений нащадками норвезьких завойовників, замок Ротсей на острові Б'ют — представниками династії Стюартів . Протистояння норвежців та шотландської королівської династії вилилося у збройний конфлікт, що завершився перемогою військ шотландського короля Олександра Стюарта в битві при Ларгсі в 1263 році. Наступники Сомерледа з кланів Макдугалл і Макдональд представляли серйозну небезпеку для шотландської корони, що вела запеклу боротьбу за посилення свого впливу в регіоні. Її опорою в Аргайл став клан Кемпбеллів. Допомагаючи королю Роберту Брюсу, Кемпбелли заручились підтримкою центральної влади і добилися перемоги над ворожим кланом МакДугаллів. Члени клану Кемпбелл неодноразово ставали королівськими генерал-лейтенантами, придушували Гаельська повстання, зміцнювали владу корони в Аргайлі і на Гебридських островах . У XV столітті, здобувши перемогу в протистоянні з кланом Макдональд, Кемпбелл приєднали до своїх володінь Кінтайр. До кінця XV століття Кемпбелли стала одним з наймогутніших шотландських пологів та найвпливовішою політичною силою в регіоні. У 1641 році король Карл I завітав Арчибальдові Кемпбеллу VIII графу Аргайльскому титул маркіза. Переломним моментом в історії клану стала участь Кемпбеллів у повстаннях якобітів в 1715 і 1745 роках. Поразка повстань, крім усього іншого, свідчило про старіння кланової системи та її дискредитації. Беззастережно підкоряючись центральної влади, клан Кембеллів часів перших герцогів Аргайльских все ще утримував домінуючі позиції в регіоні. Однак подальша централізація влади остаточно ослабила вплив Кемпбеллів, і до кінця XVIII століття Аргайл був цікавий, швидше не політикам, а першим туристам.

## Населення
Протягом усього XIX століття йшло скорочення частки сільського населення, пов'язане з укрупненням ферм і застосуванням більш раціональних методів у сільському господарстві. XX століття ознаменоване подальшим зростанням міст, а також розвитком туристичної галузі, яке уповільнювався лише під час Першої та Другої світової війн.
За даними перепису 2006 року, чисельність населення Аргайл-і-Б'ют становить приблизно 91 390 чоловік. Помітна тенденція до скорочення чисельності населення та підвищення середнього віку жителів. Найбільші міста — Обан, Інверері, Кемпбелтаун, Орсей.

### Найбільші міста
Міста з населенням понад 5 тисяч осіб:
| № | Місто       | Населення, осіб (2006) |
| - | ----------- | ---------------------- |
| 1 | Геленсбург  | 14 020                 |
| 2 | Данун       | 8 310                  |
| 3 | Обан        | 8 050                  |
| 4 | Кемпбелтаун | 5 040                  |

## Пам'ятки
Особливе місце серед пам'яток цього краю займають середньовічні замки: Данстаффнейдж, Кемпбелл, Карнассері, Стерлінг, Сталкер, Кілхурн, Інверарі, Торос, а також замок Ротсей на острові Б'ют. Замок Сталкер один із наймальовничіших замків. Замок Інверарі на березі озера Лох-Файн довгий час був резиденцією клану Кемпбеллів, а замок Кемпбелл поблизу села Долар — цитаделлю, що дозволяла утримувати контроль над долиною. Ці замки стали свідками низки драматичних подій шотландської історії.